# 10722 Monari
10722 Monari è un asteroide della fascia principale. Scoperto nel 1986, presenta un'orbita caratterizzata da un semiasse maggiore pari a 2,3426331 UA e da un'eccentricità di 0,2218719, inclinata di 14,64935° rispetto all'eclittica.
L'asteroide è dedicato a Luisa Monari, moglie dello scopritore dell'asteroide Ermes Colombini.